# Ferrotípia

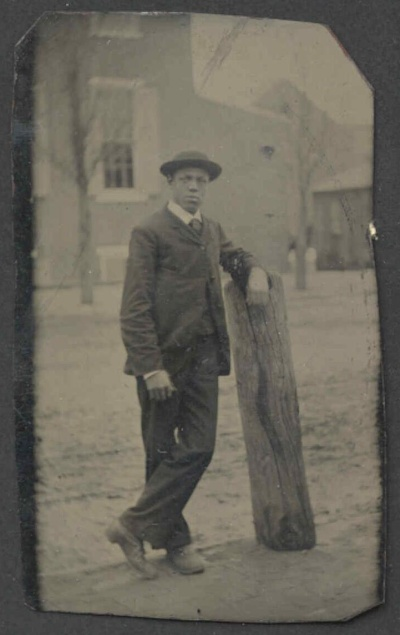
Ferrotípia (1870 körül)

A ferrotípia egy fotográfiában használt direktpozitív képrögzítési eljárás.  Szokták amerikai gyorsfényképnek, vagy akárcsak az ambrotípiát, melanotípiának is nevezni.

## Története
Egyes források szerint a ferrotípiát és annak kollódiumos változatát 1852–1853-ban fedezte fel Adolphe Alexandre Martin míg más források szerint Hamilton Smith, 1856-ban. Szerepel a szabadalmaztatók között Frederick Scott Archer neve is, szintén 1856-os dátummal.

## Az eljárás

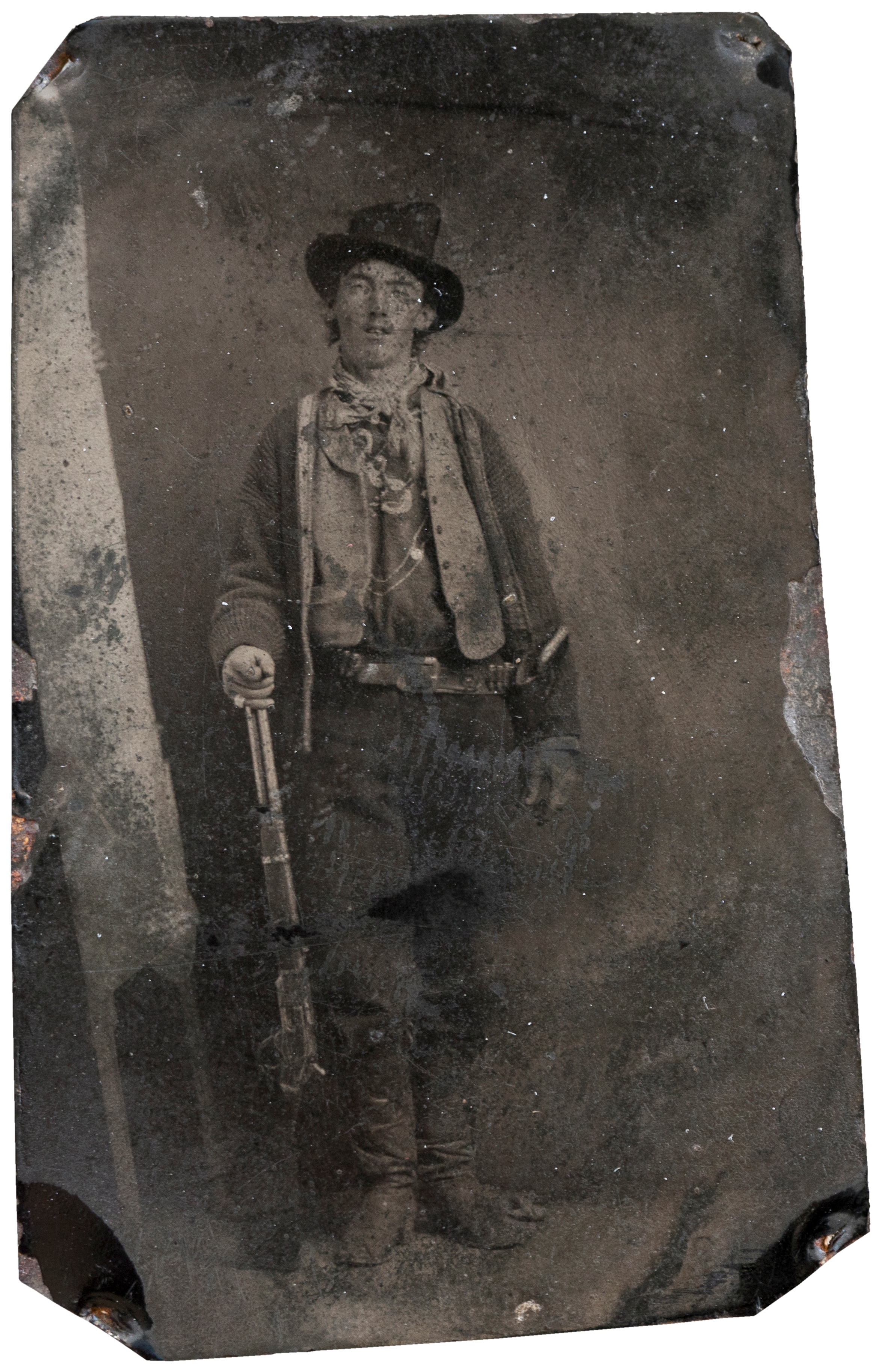
Egy híres ferrotípia: Billy, a Kölyökről készült egyetlen fotográfia

Mivel általában vándorfényképészek készítették, igyekeztek olyan fényképezőgépet szerkeszteni, amellyel nemcsak a felvételt tudták elkészíteni, hanem az előhívást, rögzítést is meg tudták oldani a helyszínen. Excelsior, Union, Phönix vagy Adamantean néven készen vásárolták a hátoldalán lakkozott lemezeket, s maguk vágták a kívánt méretre, majd megtisztították, és gyengén polírozták, hogy eltávolítsák róla az ujjlenyomatokat. A fényképezőgép belsejében helyezték el a vegyszereket tartalmazó két tálkát, míg a gép oldalán egy rubinvörös ablakon bekukucskálva, figyelemmel lehetett kísérni a folyamatokat. Általában kálium-cianiddal fixáltak, mert ez – ellentétben a nátrium-tioszulfáttal – kevés mosást igényelt. A ciánoldatot csak ráöntötték a lemezre, néhány másodpercig bennehagyták, fél percig öblítették, s a megrendelő már vihette is a még nedves képet. A vízzel teli vödör az állvány lábai közt állt, abban történt a rövid mosás.
A ferrotípiához használt fényképezőgép volt a majdani Polaroid gépek előfutára.
Az amerikai polgárháború (1861-1865) idején volt népszerű, míg Európában csak 1870 körül terjedt el. A német szakirodalom szerint 1870 után vált gyakorivá a csokoládébarnára lakkozott hátú ferrotípia, amin kollódiumréteg van. Egészen az 1930-as évekig volt használatban.

## Anyaga
Japánlakkal, oldott aszfalttal, lámpakorommal vagy umbrával (mangántartalmú vasércek aprításával nyert sötétbarna színezőanyag) feketére festett bádoglemezen (ónozott acéllemez) kezdetben kollódiumos, majd – a századfordulót követően szinte kizárólagosan – zselatinos emulzió. A képet gyakran védőlakk (például sellak, kopálgyanta stb.) fedte. Alkalmanként papír-installáció is tartozott a ferrotípiához, ritkábban üveg alatt keretezve adták át.

### Méretei
Igen változó, az 1,5x2,2 cm-től 12,5x17,5 cm-ig bármekkora méretben előfordulhat, leggyakrabban 6,4x8,9 vagy 9x13 cm-es. A Magyar Fotográfiai Múzeum gyűjteményében található egy 12,5x17,5 cm-es ferrotípia is.